# 董家鸿
董家鸿（1960年3月8日—），江苏淮安人，中国肝胆外科专家，中国工程院院士。

## 生平
1993年毕业于中国人民解放军第三军医大学普通外科专业，获博士学位。2017年当选为中国工程院院士。